# Andreas Hurschler
Andreas Hurschler (Stans, 14 settembre 1977) è un ex combinatista nordico svizzero.
È fratello di Seppi, a sua volta combinatista nordico di alto livello.

## Biografia
In Coppa del Mondo esordì il 5 febbraio Hakuba a Hakuba (30°) e ottenne l'unico podio il 11 febbraio 2005 a Pragelato (3°).
In carriera prese parte a due edizioni dei Giochi olimpici invernali, Salt Lake City 2002 (25° nell'individuale, 21° nella sprint, 7° nella gara a squadre) e Torino 2006 (23° nell'individuale, 21° nella sprint, 4° nella gara a squadre), e a sette dei Campionati mondiali (5° nella gara a squadre a Sapporo 2007 il miglior risultato).

## Palmarès

### Coppa del Mondo
- Miglior piazzamento in classifica generale: 16º nel 2006
- 1 podio (a squadre):
  - 1 terzo posto